# Pua Kealoha
Pua Kealoha (n. 14 noiembrie 1902, Waialua⁠(d), Honolulu County⁠(d), Hawaii, SUA – d. 28 august 1989, California, SUA) a fost un înotător ce a reprezentat Statele Unite ale Americii, medaliat olimpic. A participat la o ediție a Jocurilor Olimpice (1920) în care a câștigat două medalii de aur și o medalie de argint.